# Fusicladiella melaena
Fusicladiella melaena är en svampart som först beskrevs av Karl Wilhelm Gottlieb Leopold Fuckel, och fick sitt nu gällande namn av S. Hughes 1952. Fusicladiella melaena ingår i släktet Fusicladiella och familjen Mycosphaerellaceae.   Inga underarter finns listade i Catalogue of Life.